# Нольде, Борис Александрович
Барон Бори́с Алекса́ндрович Но́льде (27 июня 1885, усадьба Миндово Кинешемского уезда Костромской губернии — 24 мая 1936, Брюссель) — капитан 2-го ранга (1917), полярный исследователь (открыл губу Нольде), офицер императорской яхты «Полярная Звезда» (1912—1914), командир крейсера «Аскольд» (1919).

## Молодые годы
Отец — Александр Нольде (ум. 1919), детский писатель и переводчик.
Миндово — имение крупного вичугского фабриканта Петра Галактионовича Миндовского. Летом 1885 года в имении жила семья барона А. Нольде (предполагалось, что писатель будет заниматься с 7-летним сыном фабриканта Леонидом, но, по воспоминаниям Л. П. Миндовского, из этого «ничего не вышло» — причиной этому могло быть как раз рождение сына писателя).

Старший брат Бориса — барон Александр Александрович Нольде (1881—1943) — стал крупнейшим специалистом льняной промышленности, до революции возглавлял Костромской комитет торговли и мануфактур, а после революции — «Льнотрест»; внёс огромный вклад в организацию и объединение льняной промышленности; арестован в 1930 году.
Окончил московскую гимназию.
В 1902—1905 учился в Морском кадетском корпусе. 21 февраля (6 марта) 1905 гардемарин барон Нольде окончил Морской корпус, произведён в чин мичмана.

## Полярный исследователь
С 1909 по 12 марта 1912 участвовал в Гидрографической экспедиции Северного Ледовитого океана (с целью изучения Северного морского пути с востока на запад) в качестве офицера (в звании лейтенанта) ледокола «Вайгач»:
- июль 1910 года — «Таймыр» и «Вайгач» (суда Гидрографической экспедиции) прибыли южным маршрутом во Владивосток;
- 17 августа 1910 — первый (неудачный) выход из Владивостока судов «Таймыр» и «Вайгач» на север.
- 20 октября 1910 — возвращение гидрографических судов «Таймыр» и «Вайгач» во Владивосток.
- 22 июля 1911 — второй выход из Владивостока гидрографических судов «Таймыр» и «Вайгач» в Северный Ледовитый океан. Суда дошли до устья реки Колымы, выполнив все работы по описи побережья. Во время этого похода Нольде открыл и исследовал в Восточно-Сибирском море бухту (в которую впадают реки Выйваам и Кэвеем), названную его именем (губа Нольде).
- 15 октября 1911 — «Таймыр» и «Вайгач» вернулись во Владивосток.
- 12 марта 1912 — барон Нольде отозван в Петербург.

Во время нахождения лейтенанта Нольде во Владивостоке начальником штаба Приморского военного округа был генерал С. С. Саввич. Здесь и познакомился Нольде с дочерью генерала Тамарой, которая в дальнейшем стала его женой. Прерывание участия в экспедиции и отзыв в Петербург могло быть следствием их отношений.

 

## На императорской яхте
- Апрель 1912 — август 1914 — в составе Гвардейского экипажа служит на Императорской яхте «Полярная Звезда».
- 15 июня — 1 сентября 1912 — участие в плавании по маршруту Кронштадт — Балтийский порт — Питконас — рейд Штандарт — Ревель — остров Борнхольм — Копенгаген.

Во время службы на «Полярной Звезде» барон Нольде близко познакомился с царской семьей и её ближайшим окружением. Наиболее тёплые отношения сложились с Фрейлиной Императрицы Марии Фёдоровны Зинаидой Георгиевной фон Менгден и Великой Княгиней Ольгой Александровной, о чём свидетельствует сохранившаяся переписка. Семь писем (датированы 7 декабря 1927 — 13 января 1929) Великой Княгини Ольги Александровны к барону Нольде рассказывают о её семье и жизни в эмиграции, увлечении собиранием марок, о рисовании, как основном источнике дохода семьи, о смерти Императрицы Марии Фёдоровны. Письма Ольги Александровны дополняет телеграмма Императрицы Марии Фёдоровны: «Барону Нольде. Очень благодарю Вас за любезное письмо мне. Всегда с удовольствием вспоминаю хорошие старые времена на „Полярной Звезде“. Мария». 

## Первая мировая война
- 23 июля 1914 — по решению императора Николая II Гвардейский экипаж отправился на сухопутный фронт в составе Гвардейского корпуса. К концу августа были сформированы 1-й и 2-й Отдельные батальоны Гвардейского экипажа.
- Август 1914 — лейтенант Нольде назначен начальником пулемётной роты 2-го батальона Гвардейского корпуса. 2-й гвардейский батальон отправился в Ковно для организации речной флотилии на Немане.
- 21 декабря 1914 — после начала холодов и окончания судоходства оба батальона соединились в Вышегроде. Действуя в составе Вышегродского отряда, гвардейские моряки заняли остров Януш-Кемпа, получив возможность просматривать немецкие позиции на правом берегу Вислы.
- 1915 год — дальнейшее участие в боевых действиях на Западном фронте в составе 2-го батальона Гвардейского экипажа.
- 6 декабря 1915 — барон Нольде получил звание старшего лейтенанта («за отличие»).
- Январь 1916 года — назначен старшим штурманским офицером крейсера «Варяг», совершил переход из Владивостока через Суэцкий канал в Александровск-на-Мурмане.

Старший штурман лейтенант Борис Александрович Нольде, храбрый офицер, отличный специалист, всегда находил время объяснить матросам устройство секстана, рассказать о способах определения местоположения корабля, морских течениях и их влиянии на цвет воды.— Мельников Р. М. Крейсер «Варяг». – 1983.

## Революция и Гражданская война
- 1917 — стал капитаном 2-го ранга.
- 1917—1918 — флаг-капитан по оперативной части штаба флотилии Северного Ледовитого океана.
- 1918—1919 — участвовал в Гражданской войне на Севере России.
- Осень 1918 — в Архангельске родился сын Алексей.

Алексей был крещён в Успенско-Боровской церкви, метрика была получена от власти пролетарской, а свидетельство о рождении, выписано двумя месяцами позже, уже при правительстве Северного края под руководством белого генерала Миллера.

Алексей Борисович Нольде долгие годы был предводителем Союза российских дворян в Бельгии. В 2003 году он передал документы семейного архива в Российскую национальную библиотеку в Санкт-Петербурге (фонд Б. А. Нольде) и в музей Архангельска. 
- Январь 1919 — назначен начальником Штаба в Архангельске; смерть отца.
- Февраль 1919 — ходил на английском ледоколе в Мурманск.
- Май — июль 1919 — командир крейсера «Аскольд», который был захвачен англичанами.

## В эмиграции
- Август 1919 года — эмигрировал, в Стокгольме принял православие (до этого был лютеранином).
- 13 мая — 28 августа 1922 — работал в Америке, в Нью-Йорке на пароходе «Orduna».
- Затем жил в Бельгии.
- 3 декабря 1925 — 12 декабря 1928 — работал в Бельгийском Конго в компании, занимающейся морскими грузовыми и пассажирскими перевозками.
- По окончании контракта с компанией в Бельгийском Конго вернулся в Брюссель и начал работать в газете «Русский еженедельник в Бельгии» (в частности, писал статьи про русский флот).
- К 1930 — член объединения Гвардейского Экипажа.

24 мая 1936 скончался в Брюсселе в госпитале Брокмана после тяжёлой, продолжительной болезни.

## Награды
Кавалер орденов:
- Св. Станислава 3-й степени (1908),
- Св. Анны 3-й степени (25 марта 1912),
- Св. Станислава 2-й степени с мечами (3 ноября 1914),
- Св. Анны 4-й степени с надписью «за храбрость» (3 августа 1915).

Награждён медалями:
- Светло-бронзовой «В память 300-летия Царствования Дома Романовых» (1913),
- Светло-бронзовой «В память Гангутской победы» (1915).

Предоставлено право ношения Золотого Знака «В память окончания полного курса наук Морского Корпуса» (1910).
Иностранные награды:
- Шведский орден Вазы, Кавалерского Креста, 2-го класса (1912).

## Из фонда Б. А. Нольде в РНБ
- Письма (7) Её Императорского Величества Великой Княгини Ольги Александровны (по мужу Куликовская) барону Б. А. Нольде. 07.12.1927-13.01.1929. Клампенборг (Дания). — ОР РНБ. Ф. 1401. Нольде Б. А. Ед. хр. 2. Л. 1.
- Нольде Б. А. Моя география. Подсчет километров за всю мою жизнь. 1885 — февр. 1928 г. — ОР РНБ. Ф. 1401. Нольде Б. А. Пост. № 2003—2273/8. Л. 20. (Нольде кратко описал все свои передвижения с указанием пройденного расстояния, начиная с года рождения до последних дней морской службы в Конго в 1928 году).